# Kloster Theuley
Das Kloster Theuley (Theolocus; Tulley) ist eine ehemalige Zisterzienserabtei in der Gemeinde Vars im Département Haute-Saône, Region Bourgogne-Franche-Comté, in Frankreich, rund 14 Kilometer nördlich von Gray.

## Geschichte
Das Kloster wurde 1130 von den Herren von Vergy gestiftet und von Zisterziensern aus der Primarabtei Morimond besetzt. Das Kloster, das u. a. acht Grangien besaß, wurde 1569 geplündert und im Dreißigjährigen Krieg mehrfach niedergebrannt. 1656 fiel es in Kommende. Bei seiner Auflösung während der Französischen Revolution zählte es noch acht Mönche.

## Bauten und Anlage
Erhalten ist ein Teil des Kellers aus dem 12. Jahrhundert. Weiter sind mehrere zu Wohnhäusern umgebaute Nebengebäude noch vorhanden. In die Kirche von Vars ist ein Altar aus dem Kloster gelangt, in die von Champlitte-et-le-Prélot mehrere Statuen. Auch in anderen Kirchen der Gegend befinden sich entsprechende Ausstattungsstücke.